# Abraham Isaac Kook
Abraham Isaac Kook (Daugavpils, 7 september 1865 – Jeruzalem, 1 september 1935) was een Israëlisch orthodoxe rabbijn en de eerste Asjkenazische opperrabbijn van het Brits Mandaatgebied Palestina. Hij wordt beschouwd als een van de vaders van het religieus zionisme en staat erom bekend de Mercaz HaRav op te richten.

## Leven
Abraham Isaac Kook werd geboren in Daugavpils (Letland), als oudste van acht kinderen. In 1896 huwde hij met de dochter van rabbijn Eliyahu David Rabinowitz-Teomim (1845-1905). Van 1888 tot 1904 was hij rabbijn in Žeimelis (Pakruojis) en van 1895 tot 1904 was hij rabbijn in de naburige stad Bauska. In 1904 emigreerde hij naar Palestina als onderdeel van de tweede alia, en op 13 mei kwam hij aan in Jaffa. Als opperrabbijn van Jaffa en omgeving vestigde Abraham Isaac Kook zich in Neve Tzedek, een nederzetting in het zuidwesten van wat nu Tel Aviv is. In 1919 werd hij opperrabbijn van Jeruzalem.
In 1935 overleed Kook aan kanker. Hij werd begraven op de Joodse begraafplaats op de Olijfberg.
- Bibsys: 1576136030153
- Bibliothèque nationale de France: cb12321198f (data)
- CiNii: DA01994102
- Gemeinsame Normdatei: 119083663
- International Standard Name Identifier: 0000 0001 1856 0776
- Library of Congress Control Number: n81133579
- Nationale Bibliotheek van Letland: 000247194
- MusicBrainz: 4c052141-7aa0-4fb4-8148-8cbc9b535ebb
- Nationale Bibliotheek van Tsjechië: kup19960000050632
- Nationale bibliotheek van Australië: 35901134
- Nationale Bibliotheek van Israël: 987007263883305171
- Nationale Bibliotheek van Polen: a0000002666307
- Nederlandse Thesaurus van Auteursnamen: 06834886X
- Réseau des bibliothèques de Suisse occidentale: 02-A003467746
- LIBRIS: 68040
- SNAC: w6jw9541
- Système universitaire de documentation: 032120672
- Trove: 1138052
- Virtual International Authority File: 20482547
- WorldCat: E39PBJkp9vP8pHwYrxYDK7B773